# Адольфо Альдана
Адольфо Альдана (ісп. Adolfo Aldana, нар. 5 січня 1966, Сан-Роке) — іспанський футболіст, що грав на позиції півзахисника, зокрема за клуби «Реал Мадрид» та «Депортіво», а також національну збірну Іспанії.

## Клубна кар'єра
Народився 5 січня 1966 року в місті Сан-Роке. Вихованець футбольної академії клубу «Реал Мадрид».
У дорослому футболі дебютував 1985 року виступами за команду «Реал Мадрид Кастілья». За два роки був переведений до головної команди «Реала». У 1988—1990 роках тричі поспіль ставав у складі «королівського клубу» чемпіоном Іспанії, щоправда як здебільшого резервний гравець. Основним гравцем «вершкових» став лише в 1990/91, в якому мадридська команда стала лише третьою в чемпіонаті.
Провівши сезон 1991/92 знову як резервіст в «Реалі», влітку 1992 року змінив клубну прописку, приєднавшись до «Депортіво» (Ла-Корунья), за який провів наступні чотири роки своєї кар'єри гравця.
В сезоні 1996/97 захищав кольори «Еспаньйола», а завершував ігрову кар'єру в друголіговій «Мериді» в сезоні 1998/99.

## Виступи за збірні
1988 року залучався до складу молодіжної збірної Іспанії. На молодіжному рівні зіграв у 2 офіційних матчах.
1993 року дебютував в офіційних матчах у складі національної збірної Іспанії. Того ж року провів ще дві гри, а заключну, четверту, відіграв у формі збірної наступного 1994 року.

## Кар'єра тренера
У 2007–2008 роках тренував невизнану ФІФА та УЄФА збірну Андалусії.
| Дата       | Місто      | Господарі | Результат | Гості             | Турнір            | Голи | Примітки |
| ---------- | ---------- | --------- | --------- | ----------------- | ----------------- | ---- | -------- |
| 24-2-1993  | Севілья    | Іспанія   | 5 – 0     | Литва             | Відбір до ЧС 1994 | 1    |          |
| 31-3-1993  | Копенгаген | Данія     | 1 – 0     | Іспанія           | Відбір до ЧС 1994 | -    |          |
| 28-4-1993  | Севілья    | Іспанія   | 3 – 1     | Північна Ірландія | Відбір до ЧС 1994 | -    |          |
| 30-11-1994 | Малага     | Іспанія   | 2 – 0     | Фінляндія         | товариський матч  | -    |          |
| Усього     |            | Матчів    | 4         |                   | Голів             | 1    |          |

## Титули і досягнення
- Чемпіон Іспанії (3):

«Реал Мадрид»: 1987-1988, 1988-1989, 1989-1990
- Володар Кубка Іспанії (2):

«Реал Мадрид»: 1988-1989
«Депортіво»: 1994-1995
- Володар Суперкубка Іспанії з футболу (4):

«Реал Мадрид»: 1988, 1989, 1990
«Депортіво»: 1995